# Al Smith
Pour les articles homonymes, voir Alfred Smith (homonymie), Al Smith (homonymie) et Smith.
 (mai 2021).

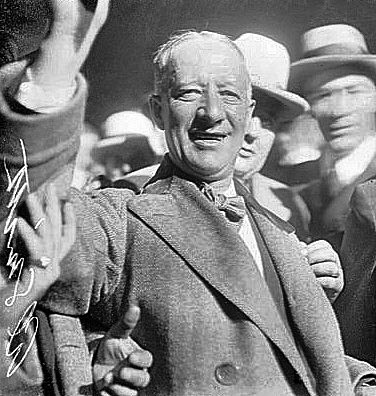
Al Smith en 1928.

Alfred Emanuel Smith, Jr., connu sous le nom d'Al Smith (30 décembre 1873 Manhattan – 4 octobre 1944 New York), est un homme politique américain qui est élu gouverneur de l'État de New York à quatre reprises et qui est le candidat démocrate à l'élection présidentielle de 1928. Il est le premier candidat catholique romain et irlando-américain à se présenter pour un des grands partis, mais sa candidature est impopulaire dans le Sud protestant, et il est battu par le républicain Herbert Hoover. Par la suite, il aide à la construction de l'Empire State Building lors de la difficile période de la Grande Dépression.

## Biographie

### Jeunesse
Smith est né d’Alfred Emanuel Smith et Catherine Mulvihill et passe une partie de sa jeunesse dans le quartier multi-ethnique de Lower East Side à Manhattan, sur Oliver Street, New York, avec vue sur le pont de Brooklyn à l'époque en construction. Ses quatre grands-parents sont irlandais, allemand, italien, et anglais, mais Smith s'identifie avec la communauté irlando-américaine et en devient le principal porte-parole dans les années 1920.
À l'âge de 13 ans, il perd son père, vétéran de la guerre de Sécession et propriétaire d'une petite compagnie de camions. À 14 ans, il doit abandonner l'école paroissiale de St. James School à Manhattan situé au 37 James Street et travailler pour venir en aide à sa famille. Il n'est jamais allé au collège ou au lycée, et affirme qu'il a appris à connaître les gens lorsqu'il travaillait au Fulton Fish Market, un petit boulot pour lequel il est rémunéré 12 dollars par semaine. En acteur amateur accompli, il devient un remarquable orateur. Le 6 mai 1900, Alfred Smith se marie avec Catherine A. Dunn, avec qui il a cinq enfants.

### Carrière politique

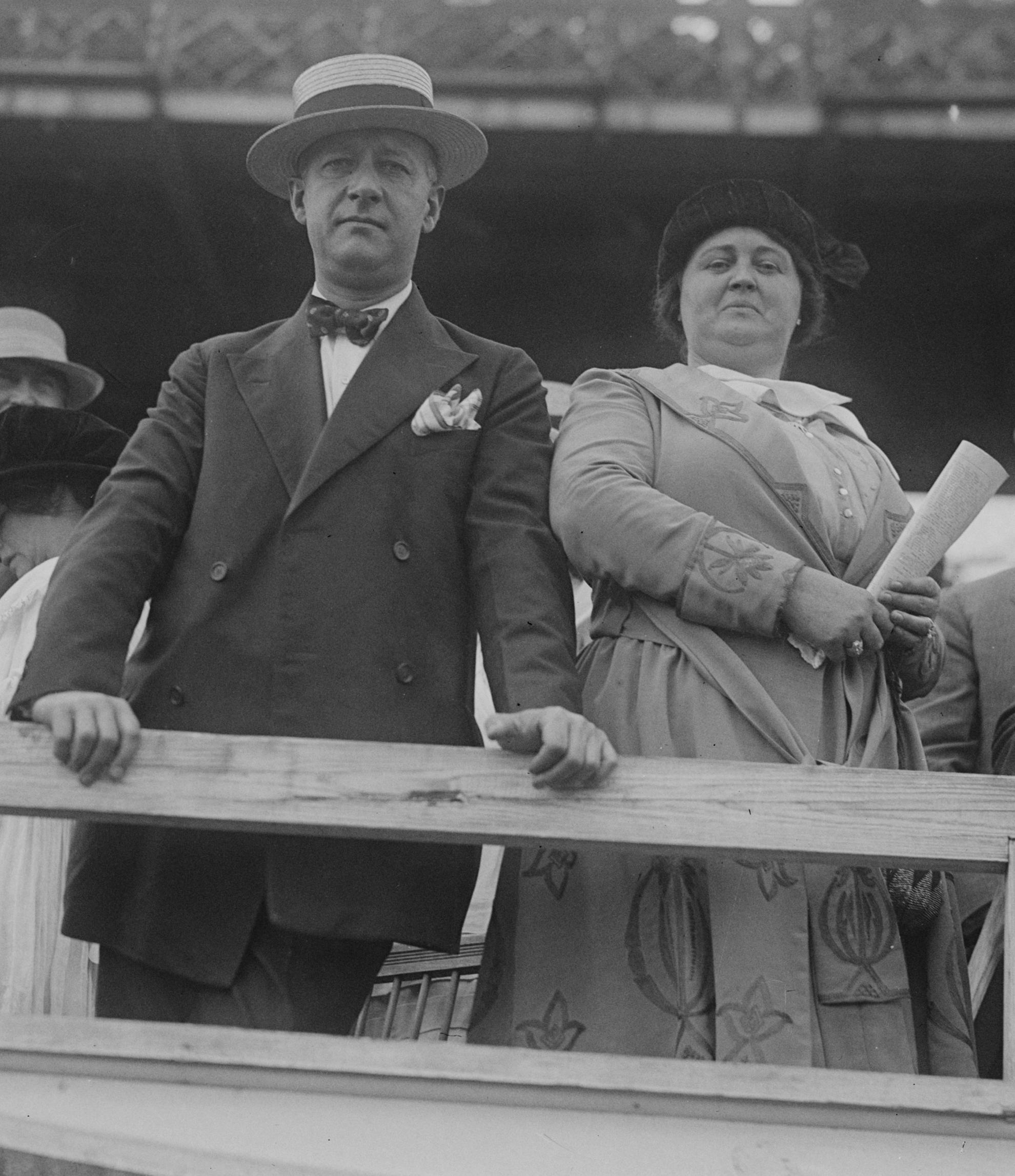
Al Smith et sa femme.

Dans sa carrière politique, il s'appuie sur ses origines ouvrières (working-class), s'identifiant avec les immigrants et faisant campagne en tant qu'homme du peuple. Bien que lié à la machine clientéliste du Tammany Hall et particulièrement à son chef, « Silent » Charlie Murphy, il n'est pas terni par la corruption et travaille à l'adoption de législations progressistes.
Son premier travail politique est un poste d'employé au bureau du Commissioner of Jurors en 1895. En 1903, il est élu à l'Assemblée de l'État de New York. Il siège comme vice-président de la commission nommée pour enquêter sur les conditions de travail dans les usines après qu'une centaine de travailleurs aient péri dans l'incendie de l'usine Triangle Shirtwaist. Smith entame une croisade contre les lieux de travail dangereux ou malsains et est le champion des législations pour y remédier.
En 1911, les démocrates obtiennent une majorité des sièges de l'Assemblée de l'État et Smith devient président du puissant comité Ways and Means. En 1912, à la suite de la perte de la majorité, il devient le chef de file de la minorité. Quand les démocrates reprennent la majorité à l'élection suivante, il est élu Speaker de l'Assemblée pour la session de 1913. Il redevient le leader de la minorité de nouveau en 1914 quand les républicains reprennent la majorité, et le reste jusqu'à son élection au poste de sheriff du comté de New York en 1915. Il devient alors le chef de file du mouvement progressiste de la ville et de l'État de New York. Sa directrice de campagne et principale adjointe est alors la militante sociale Belle Moskowitz.
Après avoir servi dans la fonction en faveur de sheriff du comté de New York à partir de 1916, Smith est élu gouverneur de New York en 1918 avec l'aide du chef du Tammany Hall, Charles F. Murphy et de James A. Farley, qui lui apporte le vote du nord de l'État. Il est le premier irlando-américain à être élu gouverneur de l'État (mais pas le premier catholique, Martin H. Glynn ayant été gouverneur entre 1913 et 1914 en remplacement du gouverneur William Sulzer, qui avait été empêché.
En 1919, Smith fait son célèbre discours, « A man as low and mean as I can picture», provoquant une rupture définitive avec William Randolph Hearst. Le magnat de la presse, connu pour son empire de journaux à sensation et largement (à l'exception de certains sujets économiques) à droite, est le chef de la branche populiste du Parti démocrate de la ville de New York, et s'arrange avec Tammany Hall pour l'élection de l'administration locale. Hearst attaque alors Smith, l'accusant d'« affamer les enfants » en ne réduisant pas le prix du lait.
Smith échoue à sa réélection en 1920, mais est réélu en 1922, 1924 et 1926 avec James A. Farley comme directeur de campagne. Comme gouverneur, Smith acquiert une notoriété nationale comme un progressiste qui cherche à rendre le gouvernement plus efficace surtout dans la satisfaction des besoins sociaux. Son jeune assistant Robert Moses construit le premier réseau de parcs de l'État et réforme le système du service civil. Plus tard il est nommé secrétaire de l'État de New York. Sous son mandat, New York renforce les lois sur les indemnités des travailleurs, les pensions des femmes et le travail des femmes et des enfants avec l'aide de Frances Perkins, qui est ensuite secrétaire au Travail du président Franklin D. Roosevelt. Lors de la convention nationale démocrate de 1924, Smith ne réussit pas à obtenir la nomination pour la candidature à l'élection présidentielle, mettant en avant la cause des libertés civiles et décriant les lynchages et les violences racistes. Roosevelt prononce le discours de nomination à la convention dans lequel il salue en Smith « l'heureux guerrier des champs de bataille politiques. »

#### Élection présidentielle de 1928

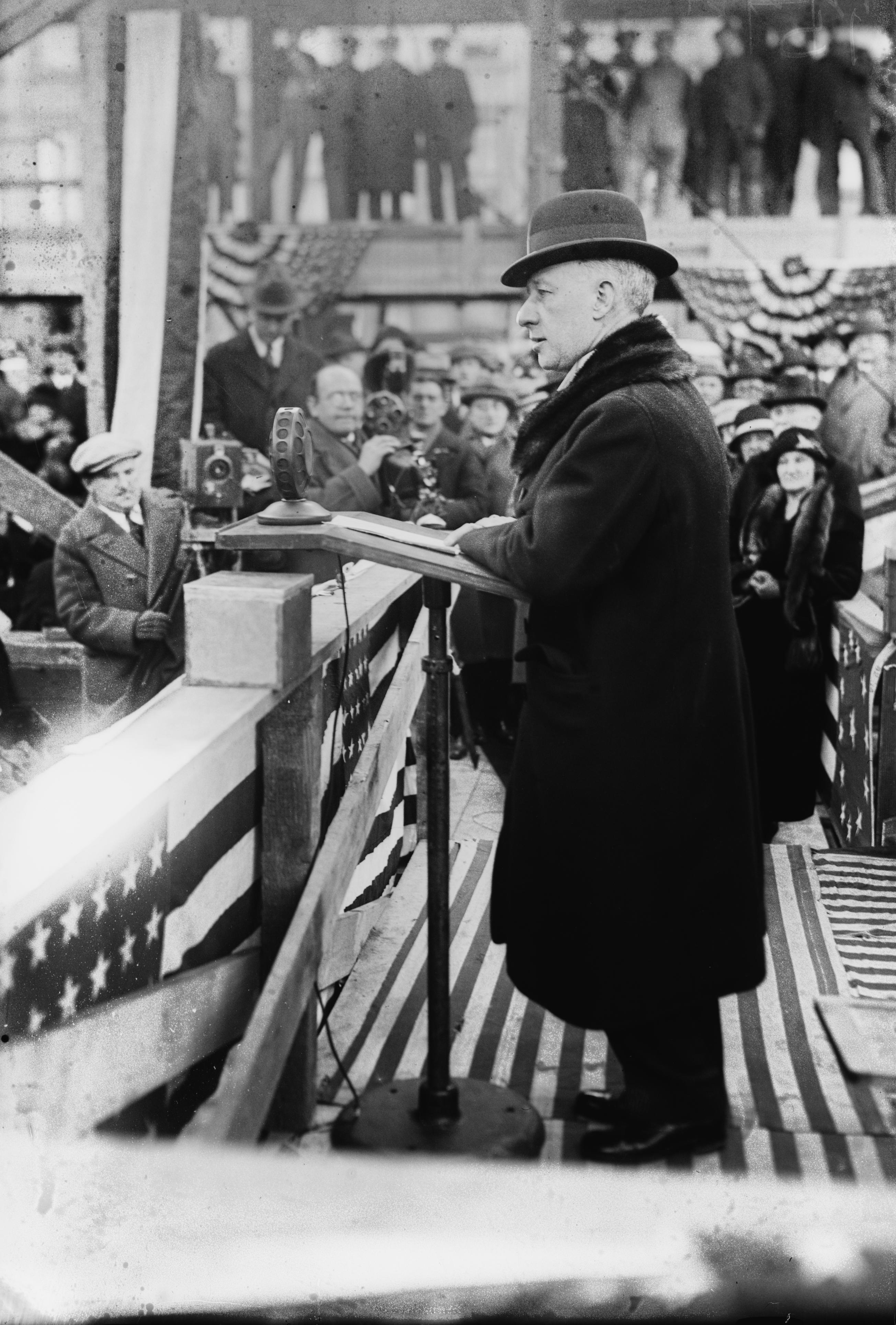
Al Smith donnant un discours lors de la campagne présidentielle.

Le reporter Frederick William Wile fait la remarque que Smith est battu par les « trois P : Prohibition, Préjugé et Prospérité » (Prohibition, Prejudice and Prosperity)
Joseph Taylor Robinson est son candidat à la vice-présidence.
Le Parti républicain bénéficie toujours du boom économique des années 1920, que leur candidat Herbert Hoover a promis de faire continuer. Les historiens conviennent que cette prospérité économique associé au sentiment anti-catholique d'une grande partie de l'électorat, rendent l'élection d'Hoover inévitable, bien qu'il n'ait jamais concouru à la présidence auparavant.
Smith est le premier catholique à remporter l'investiture d'un grand parti pour l'élection présidentielle (John F. Kennedy est le premier président catholique élu et Charles O'Conor, le premier candidat catholique à une élection présidentielle américaine). Une des questions les plus controversées de la campagne est la poursuite de la Prohibition. Smith est personnellement partisan d'un assouplissement ou d'une abrogation des lois d'interdiction en dépit de leur statut constitutionnel, mais le Parti démocrate est divisé entre Nord et Sud sur ce sujet. Au cours de la campagne, Smith tente d'esquiver la question avec des déclarations non engageantes.
Smith est, comme Hoover, un avocat éloquent de la bonne et efficace gouvernance. Smith reste aussi connu comme celui qui a dit dans sa campagne « Regardons qui a voté quoi » (« Let's look at the record »). Smith emporte l'intégralité du vote catholique, qui s'est divisé en 1920 et 1924, et amène des millions de catholiques aux urnes pour la première fois, particulièrement des femmes. Il perd d'importants bastions démocrates dans le nord rural et dans des villes et banlieues du Sud. Il emporte le Sud profond grâce à son colistier, le sénateur Joseph Robinson de l'Arkansas, et emporte les dix plus grandes villes des États-Unis. Certaines des pertes de voix de Smiths sont attribuées à la peur de certains électeurs qu'en tant que président, il réponde plus au pape qu'à la Constitution, à la peur de la puissance de la ville de New York, à la longue histoire de corruption attachée au Tammany Hall aussi bien qu'à une campagne électorale de Smith assez médiocre. La chanson qui servait de thème musical à sa campagne, The Sidewalks of New York, n'est pas vraiment un appel aux cultures rurales, et son accent de la ville à la « radio » apparaissait comme un peu comme un accent étranger. Cependant Smith perd l'État de New York, le démocrate Roosevelt est élu pour le remplacer comme gouverneur de l'État. James A. Farley abandonne le camp de Smith pour aider la campagne victorieuse de Roosevelt au poste de gouverneur puis plus tard les campagnes victorieuses pour la présidence en 1932 et 1936.

##### Réalignement du vote
Dans une perspective à long terme, Al Smith marque un réalignement du vote américain. Il contribue à lancer la fin de la politique sans classes, comme allait le confirmer la coalition du New Deal de Franklin D. Roosevelt. Comme le dit un spécialiste de sciences politiques « Ce n'est qu'en 1928 et la nomination d'Al Smith, un réformateur du Nord-Est, que les démocrates progressèrent parmi les électorats urbain, col bleu et catholique qui allaient devenir plus tard les composantes principales de la coalition du New Deal et casser le modèle de la polarisation minimaliste par classes sociales qui caractérisait alors le système à quatre partis. » Pour Finan (2003), Al Smith est un symbole sous-estimé du changement de la politique américaine dans la première moitié du vingtième siècle. Il représentait les ambitions montantes d'une Amérique urbaine et industrielle face au déclin de l'hégémonie de l'Amérique rurale et agraire. Il était en lien avec les espoirs et les aspirations des immigrants, spécialement des catholiques et des juifs. Smith était un catholique dévot mais ses luttes contre la bigoterie religieuse étaient souvent mal interprétées quand il combattait la moralité d'inspiration religieuse protestante imposée par les prohibitionnistes.

##### Opposition à Roosevelt
Smith est assez peu considéré par Roosevelt lors du mandat de gouverneur de celui-ci. Ils deviennent rivaux pour la nomination démocrate pour l'élection présidentielle de 1932. À la convention démocrate, l'animosité de Smith envers Roosevelt est si grande qu'il met de côté ses rivalités de longue date et réussit à travailler avec William McAdoo et William Randolph Hearst pour bloquer la nomination de Roosevelt pendant plusieurs tours de scrutin. Cette improbable coalition capote lorsque Smith refuse de travailler à la recherche d'un candidat de compromis, et au lieu de cela, manœuvre pour être lui-même candidat. Après avoir échoué à la nomination, il soutient Roosevelt à contrecœur lors de la campagne présidentielle de 1932.
Lorsque Roosevelt poursuit ses politiques du New Deal, il commence à travailler avec l'opposition. Smith estime que le New Deal est une trahison des idéaux progressistes d'un bon gouvernement et va à l'encontre de l'objectif d'une coopération étroite avec les entreprises. Avec d'autres personnalités démocrates conservatrices, il devient en 1934 le chef de file de l'American Liberty League, le centre de l'opposition politique au New Deal de Roosevelt. Smith soutient les candidats républicains aux élections présidentielles suivantes, Alf Landon en 1936 et Wendell Willkie en 1940.
Même si le ressentiment personnel est un élément dans sa rupture avec Roosevelt et son New Deal, Smith est cohérent avec ses convictions et ses politiques. Finan (2003) note ainsi que Smith a toujours cru en la mobilité sociale, l'opportunité économique, la tolérance religieuse et l'individualisme.
Curieusement, malgré les mauvaises relations entre Smith et Roosevelt, Smith reste proche d'Eleanor Roosevelt qui l'invite même à séjourner à la Maison Blanche en 1936 alors qu'il est à Washington, D.C. pour faire un discours à la radio contre le président ! Smith décline l'invitation mais se souvient toujours de la bonté de la First Lady.

### Après la politique

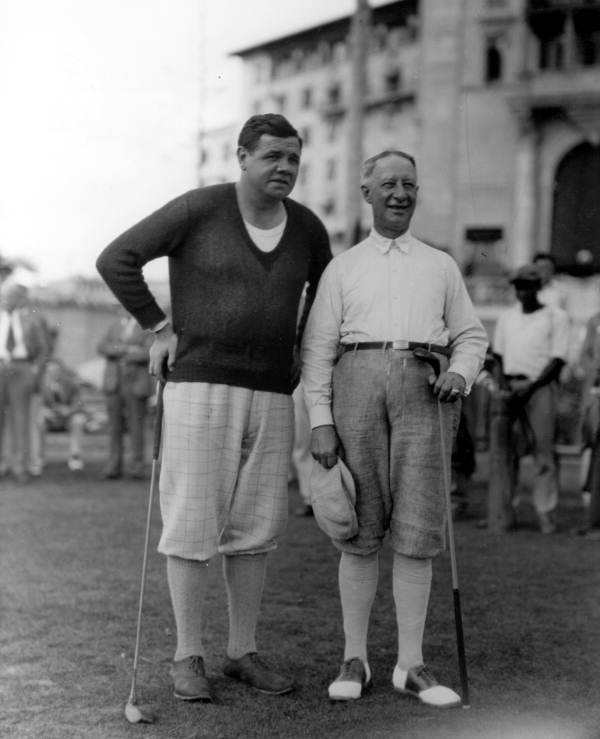
La star du baseball Babe Ruth et Al Smith golfant à Coral Gables, en Floride en 1930.

Après son échec à l'élection présidentielle de 1928, Al Smith devient le président de l'Empire State, Inc., la société chargée de construire et de gérer l'Empire State Building. La construction du gratte-ciel commence symboliquement le 17 mars 1930 sur instruction de Smith. Son petit-fils coupe le ruban le 1er mai 1931, de ce qui est alors le plus grand immeuble du monde, construit en seulement 13 mois.
Smith, comme la plupart des milieux d'affaires new yorkais, soutient avec enthousiasme l'entrée en guerre des États-Unis, mais Roosevelt ne le sollicite pas pour jouer un quelconque rôle dans l'effort de guerre. Al Smith déprime quelque peu après sa perte de pouvoir politique. Robert Moses, désormais city planner de New York, apprend qu'il traine ainsi seul près des cages du zoo de New York, parlant aux animaux, qu'il s'est plaint de leurs conditions d'enfermement et se languissait du petit zoo qu'il avait fait aménager dans la résidence du gouverneur. Moses décide alors d'allouer des crédits d'autres projets pour refaire le zoo et le rendre attractif. Lors de la grande réouverture, 8 mois plus tard, Al Smith se voit décerner le titre de « Superintendant nocturne honoraire du zoo de Central Park » avec une remise de clés lui permettant d'accéder à l'ensemble du zoo jour et nuit. Al Smith fera ainsi visiter le zoo à plusieurs groupes d'enfants.
En 1939, il est nommé papal chamberlain (chambellan papal), l'un des plus hauts honneurs de l'Église accordé aux laïcs, par le pape Pie XII.
Smith meurt au Rockefeller Institute Hospital le 4 octobre 1944 à l'âge de 70 ans. Il é été brisé par la mort de sa femme d'un cancer cinq mois plus tôt. Il est enterré au Calvary Cemetery, dans le Queens à New York.

## Fondation
Une fondation, l'Alfred E. Smith Memorial Foundation, contribue à des œuvres charitables catholiques principalement à New York. Elle est connue pour être l'organisatrice d'un dîner de charité dans lequel interviennent presque toujours les années d'élection présidentielle les deux principaux candidats, ces dernières années de manière humoristique.

### Sources principales
- (en) Cet article est partiellement ou en totalité issu de l’article de Wikipédia en anglais intitulé « Al Smith » (voir la liste des auteurs).
  - (en) Alfred, E. Smith, Campaign addresses of Governor Alfred E. Smith, Democratic Candidate for President 1928, Washington, D.C., Democratic National Committee, 1929 (ISBN 978-0-404-06117-3, OCLC 300555)
  - Alfred E. Smith. Progressive Democracy: Addresses & State Papers. (1928) Edition en ligne